# De Pue
De Pue es una villa ubicada en el condado de Bureau en el estado estadounidense de Illinois. En el Censo de 2010 tenía una población de 1838 habitantes y una densidad poblacional de 236,87 personas por km².

## Geografía
De Pue se encuentra ubicada en las coordenadas 41°19′38″N 89°17′45″O / 41.32722, -89.29583. Según la Oficina del Censo de los Estados Unidos, De Pue tiene una superficie total de 7.76 km², de la cual 7.09 km² corresponden a tierra firme y (8.64%) 0.67 km² es agua.

## Demografía
Según el censo de 2010, había 1838 personas residiendo en De Pue. La densidad de población era de 236,87 hab./km². De los 1838 habitantes, De Pue estaba compuesto por el 68.5% blancos, el 1.03% eran afroamericanos, el 0.82% eran amerindios, el 1.8% eran asiáticos, el 0% eran isleños del Pacífico, el 25.95% eran de otras razas y el 1.9% pertenecían a dos o más razas. Del total de la población el 54.68% eran hispanos o latinos de cualquier raza.